# Dieter Hauert
Dieter Hans Hauert (* 30. Juni 1935 in Magdeburg) ist ein deutscher Basketballfunktionär und Unternehmer.

## Leben
Hauert spielte als Jugendlicher Handball. 1977 war er Gründungsmitglied des Vereins der Freunde der Nationalgalerie, Ende der 1980er gehörte er zu den Mitgründern des privaten Rundfunksenders Hundert,6. Als Unternehmer war er über seine Firma Hauert Projekt GmbH (bis 2007: Hauert Hotel-Holding GmbH) unter anderem im Gaststätten-, Bau- und Maklergewerbe tätig und Mitbesitzer von Hotels in Berlin. Er war einer der Bauherren des 1988 fertiggestellten Neubaus des Berliner Grands Hotel Esplanade.
1991 wurde der Diplom-Kaufmann Präsident von Alba Berlin. In seine Amtszeit als Vorsitzender fielen der Gewinn des Korac-Cup 1995, die deutschen Meistertitel 1997, 1998, 1999, 2000, 2001, 2002, 2003 und 2008 sowie die deutschen Pokalsiege 1997, 1999, 2002, 2003, 2006, 2009, 2013, 2014 und 2016. Ebenfalls ein Meilenstein seiner Funktionärslaufbahn: Die Ausgliederung der Profiabteilung von Alba Berlin in eine GmbH im Juli 2006. Hauert sei „der Vater dieses Klubs“, beschrieb Marco Baldi im November 2016 dessen Bedeutung für Alba Berlin. 2007 erhielt Hauert das Bundesverdienstkreuz am Bande.
Im November 2016 zog er sich als Alba-Präsident nach 25 Jahren zurück und wurde er zum Ehrenpräsidenten ernannt, er verblieb jedoch im Aufsichtsrat der Betreibergesellschaft von Albas Profimannschaft. Im Oktober 2017 wurde ihm der Verdienstorden des Landes Berlin verliehen. Hauert verfügt über eine Sammlung von Kunst des 20. Jahrhunderts, er gehörte lange dem Kuratorium des Vereins der Freunde der Nationalgalerie an.